# Cantone di Ardres
Il Cantone di Ardres era una divisione amministrativa dell'arrondissement di Saint-Omer.
È stato soppresso a seguito della riforma complessiva dei cantoni del 2014, che è entrata in vigore con le elezioni dipartimentali del 2015.
Comprendeva i comuni di:
- Ardres
- Audrehem
- Autingues
- Balinghem
- Bayenghem-lès-Éperlecques
- Bonningues-lès-Ardres
- Brêmes
- Clerques
- Éperlecques
- Journy
- Landrethun-lès-Ardres
- Louches
- Mentque-Nortbécourt
- Muncq-Nieurlet
- Nielles-lès-Ardres
- Nordausques
- Nort-Leulinghem
- Rebergues
- Recques-sur-Hem
- Rodelinghem
- Tournehem-sur-la-Hem
- Zouafques